# Pływanie na Letnich Igrzyskach Olimpijskich 1920 – 300 m stylem dowolnym kobiet
Pływanie na dystansie 300 metrów stylem dowolnym kobiet było jedną z konkurencji pływackich rozgrywanych podczas VII Igrzysk Olimpijskich w Antwerpii. Był to pierwszy i jedyny raz, gdy ta konkurencja była przeprowadzona podczas igrzysk olimpijskich. Od igrzysk w Paryżu w 1924 roku rozgrywana była rywalizacja na dystansie 100 metrów dłuższym.
W konkurencji wzięło szesnaście zawodniczek reprezentujących siedem ekip narodowych. Wyścigi eliminacyjne zostały przeprowadzone 26 sierpnia, zaś finał 28 sierpnia.
Rekord świata  w tej konkurencji należały do Australijki Fanny Durack i wynosił on 4:56,2. Zdobywczyni złotego medalu na dystansie 100 metrów stylem dowolnym, Ethelda Bleibtrey już w wyścigu eliminacyjnym poprawiła ten rekord o ponad 15 sekund, by w finale ustanowić go ostatecznie czasem 4:34,0. Prócz złota także i srebro oraz brąz trafiły do zawodniczek amerykańskich, odpowiednio do Margaret Woodbridge i Frances Schroth.

## Rekordy
Tak przedstawiały się rekordy na tym dystansie przed igrzyskami w Antwerpii:
| Rekord świata     | 4:56,2 | Fanny Durack | ? | 1912 |
| Rekord olimpijski | brak   |              |   |      |

## Wyniki

### Eliminacje
Do finału awansowały dwie najlepsze zawodniczki z każdego wyścigu eliminacyjnego oraz najszybsza zawodniczka z trzeciego miejsca.
Wyścig 1
| Miejsce | Zawodniczka       | Czas   | Uwagi |
| ------- | ----------------- | ------ | ----- |
| 1       | Ethelda Bleibtrey | 4:41,4 | Q     |
| 2       | Constance Jeans   | 4:57,8 | Q     |
| 3       | Carin Nilsson     | 5:07,0 |       |
| 4       | Hilda James       | 5:07,2 |       |
| 5       | Lily Beaurepaire  |        |       |

Wyścig 2
| Miejsce | Zawodniczka         | Czas   | Uwagi |
| ------- | ------------------- | ------ | ----- |
| 1       | Margaret Woodbridge | 4:56,6 | Q     |
| 2       | Violet Walrond      | 5:04,6 | Q     |
| 3       | Jane Gylling        | 5:04,8 | q     |
| 4       | Grace McKenzie      |        |       |
| 5       | Ernestine Lebrun    |        |       |

Wyścig 3
| Miejsce | Zawodniczka       | Czas   | Uwagi |
| ------- | ----------------- | ------ | ----- |
| 1       | Eleanor Uhl       | 5:02,0 | Q     |
| 2       | Frances Schroth   | 5:03,2 | Q     |
| 3       | Aina Berg         | 5:29,6 |       |
| 4       | Suzanne Wurtz     | 5:33,0 |       |
| 5       | Florence Sancroft |        |       |
| 6       | Blanche Nash      |        |       |

### Finał
| Miejsce | Zawodniczka         | Czas   |
| ------- | ------------------- | ------ |
| 1       | Ethelda Bleibtrey   | 4:34,0 |
| 2       | Margaret Woodbridge | 4:42,8 |
| 3       | Frances Schroth     | 4:52,0 |
| 4       | Constance Jeans     | 4:52,4 |
| 5       | Eleanor Uhl         |        |
| 6       | Jane Gylling        |        |
| 7       | Violet Walrond      |        |